# Zuidelijk Gangenstelsel

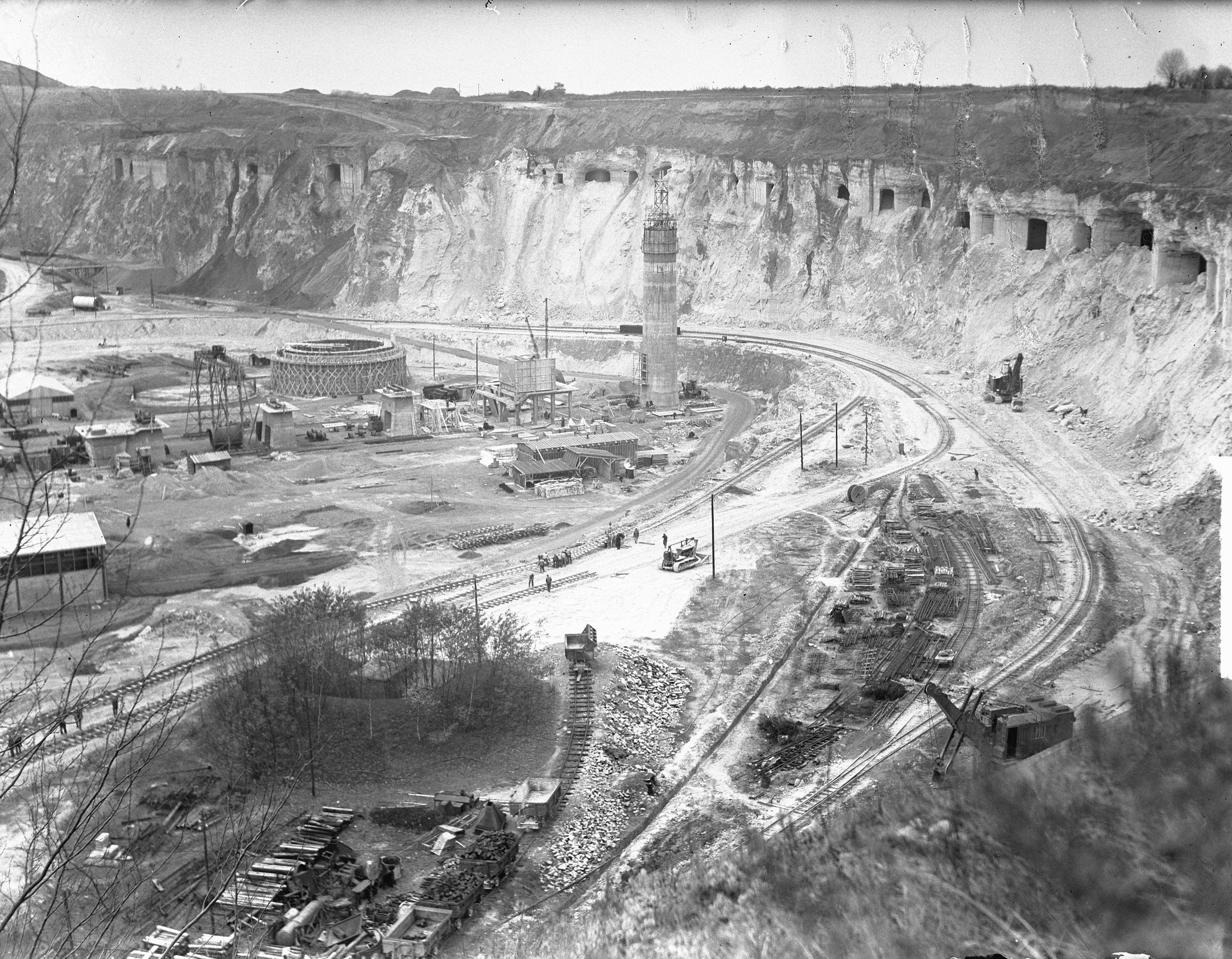
De aangesneden gangen van het Zuidelijk gangenstelsel in de ENCI-groeve in 1950

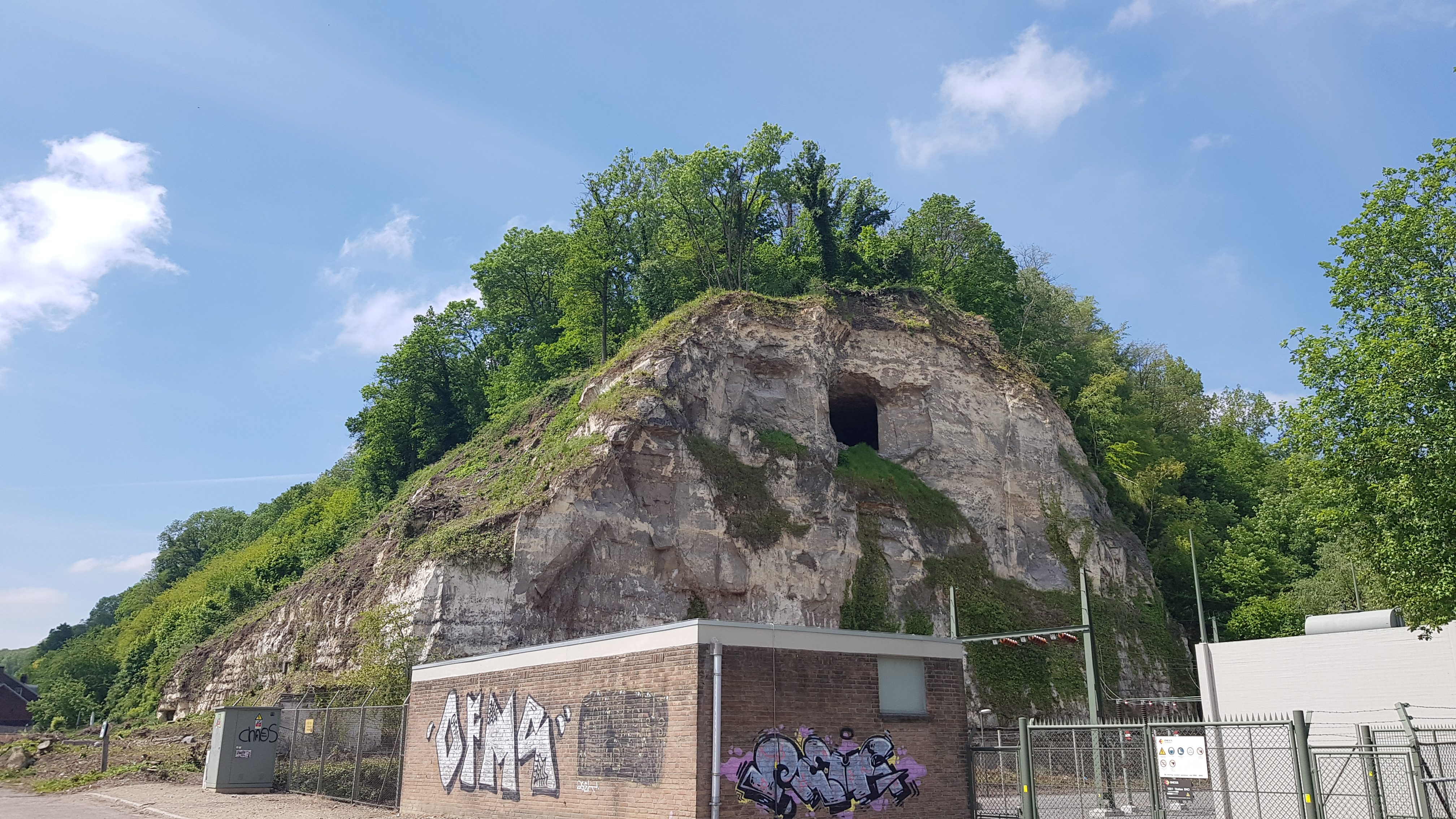
een aangesneden gang van het stelsel

Het Zuidelijk Gangenstelsel is een gangenstelsel en voormalige Limburgse mergelgroeve in Nederlands Zuid-Limburg in de gemeente Maastricht. Het gangenstelsel ligt in de Sint-Pietersberg in het Plateau van Caestert ten zuidwesten van het dorp Sint Pieter tegen de grens met België. Een gedeelte van het gangenstelsel is verdwenen in de cementmolen van de ENCI en ter plaats resteert de krater van de ENCI-groeve. Een ander deel draagt de stortheuvel van D'n Observant.
In het noorden had het stelsel verbinding met het gangenstelsel Slavante en in het zuiden heeft het een verbinding met de Caestertgroeve op Belgisch grondgebied.

## Geschiedenis
De groeve werd door blokbrekers ontgonnen voor de winning van kalksteenblokken.
Voor 1809 kon men van het Noordelijk Gangenstelsel, via Zonneberg en Slavante ondergronds naar het Zuidelijk Gangenstelsel lopen. De verbinding tussen Slavante en het Zuidelijk Gangenstelsel, de Kiezelbergdoorgang, raakte in 1916 versperd toen de Duitse bezetters tijdens de Eerste Wereldoorlog deze lieten opblazen om het smokkelen tegen te gaan. Om toch weer een verbinding te houden werd er in 1918 het Smokkelgat gegraven.
In de periode 1939-1967 werden de dekgronden die afgegraven werden in de ENCI-groeve om bij de kalksteen te komen gestort op het terrein aan de zuidzijde van de groeve. Dit terrein was in het bezit van de ENCI, maar er was geen concessie verleend om ook dit gebied af te graven. Deze stortheuvel kreeg de naam D'n Observant. Als gevolg van de zware stortberg is het Zuidelijk Gangenstelsel stukje bij beetje binnen enkele jaren onder de druk bezweken en ingestort. In 1945 ontstond aan de noordkant van de stort de eerste instorting doordat de pilaren van het gangenstelsel bezweken onder de druk van de zware grondmassa erboven. In 1945 waren er vier instortingen bekend, in 1946 volgden er nog een stuk of zes, drie in 1947 en twee in januari 1948. De instortingen verplaatsten zich richting het zuiden en westen. In de Caestertgroeve was destijds een champignonkwekerij gevestigd en die kreeg te maken met de gevaarlijke situatie van zware drukgolven door het gangenstelsel. In 1948 was er een briefwisseling van de Hoofdingenieur Directeur P. Gérard van het Mijnwezen in Hasselt met de Inspecteur Generaal der Mijnen in Heerlen. Daarin beschrijft Gérard over de verschillende instortingen die zich hadden voorgedaan onder de stort en het gevaar dat dit opleverde. Om het gevaar het hoofd te bieden werden er verschillende voorstellen gedaan. Het voorstel om drie betonnen muren te bouwen werd uitgevoerd. Daarbij werd er ook een luchtschacht aangelegd zodat de lucht bij een drukgolf ergens naar weg kan. Op 28 februari 1949 meldde de ENCI dat de anderhalf meter brede schacht geboord is en men met het metselen van blokken zal gaan beginnen. Op 23 maart 1949 was het metselwerk gereed.
In de jaren 1950 werd het gebied de verbinding tussen van het Zuidelijk Gangenstelsel en Slavante verbroken als gevolg van afgravingen door de ENCI. In 1957/1958 werd het gehele smokkelgat afgegraven door de ENCI.
In 2010 werd het gebied van D'n Observant overgedragen aan de Vereniging Natuurmonumenten.

## Groeve
Het grootste gedeelte van dit gangenstelsel is verdwenen door afgraving door de ENCI en door instortingen onder druk van de stortheuvel D'n Observant. Door de instortingen is het overgebleven gedeelte van het gangenstelsel in verschillende losse delen opgesplitst. Aan de zuidrand van het stelsel zijn de gangen voor het overgrote deel versperd door instromingen van grond die reiken tot aan het plafond.
Om de drukgolven als gevolg van instortingen op te vangen zijn er aan de zuidoostkant van het stelsel drie betonnen gebogen muren gebouwd in de (aldaar) enige drie open doorgangen naar het Caestertstelsel. Deze drie muren staan ongeveer op de grens tussen Nederland en België en worden de grensmuren genoemd.

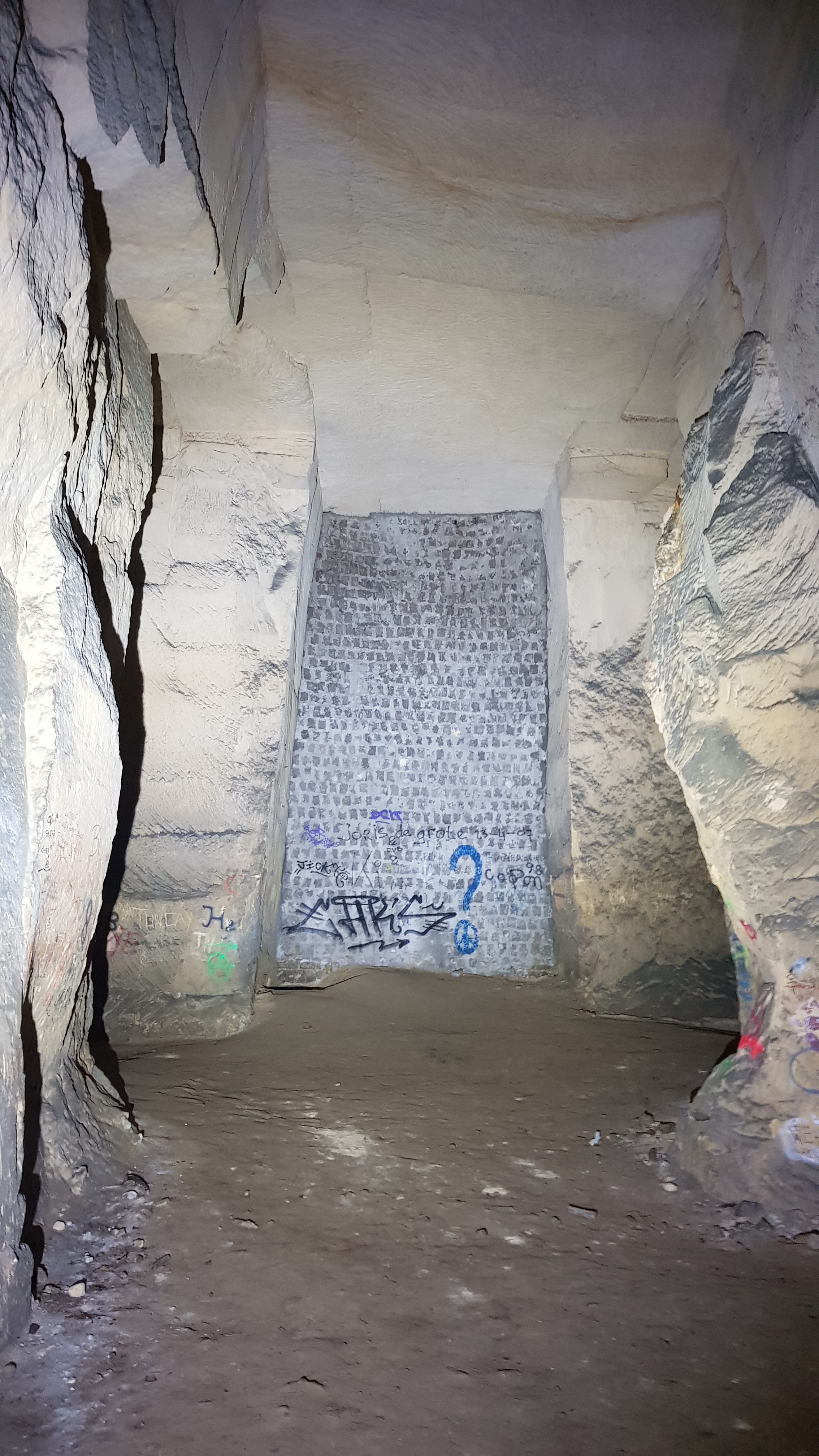
Een van de drie grensmuren
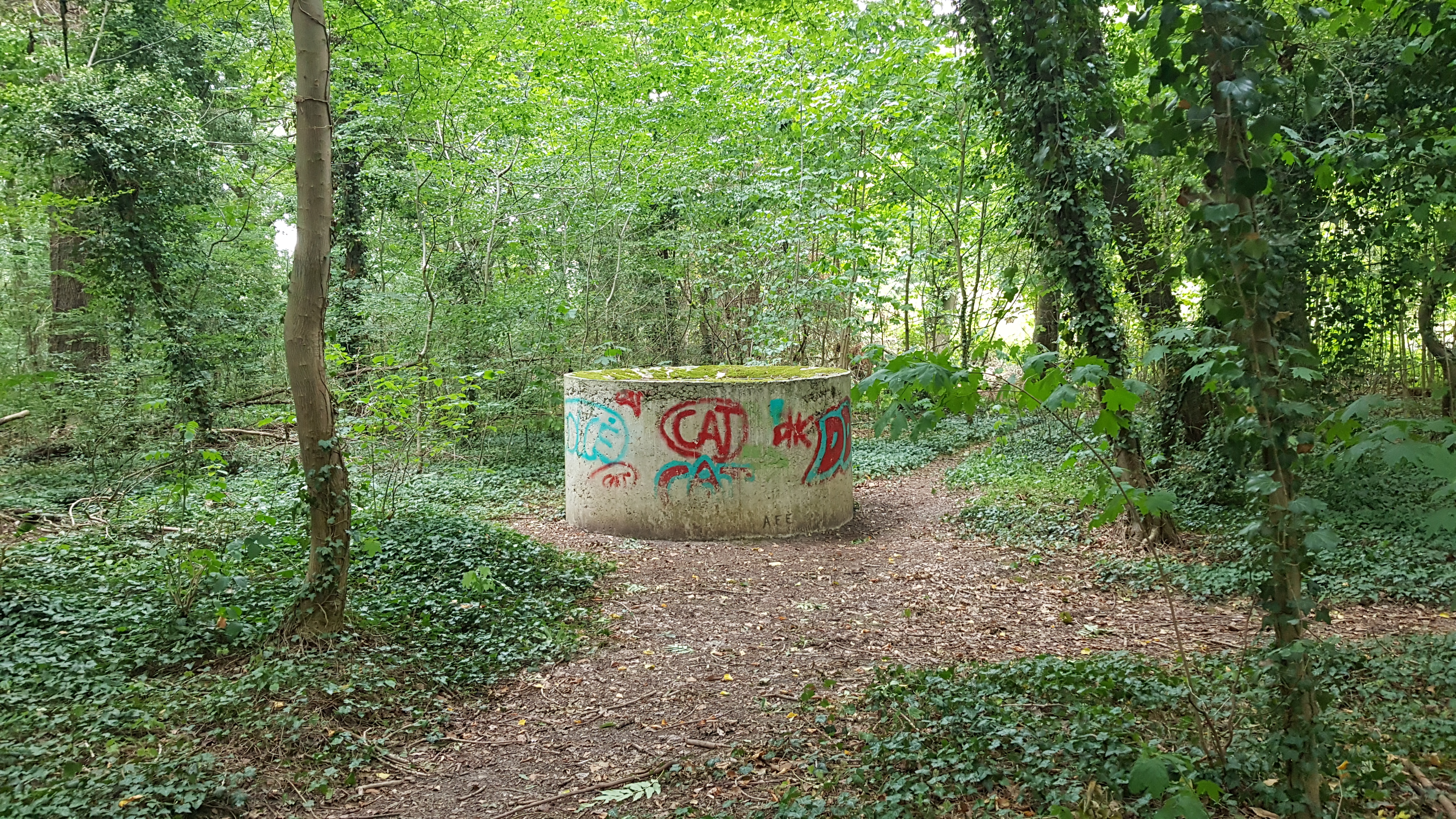
Luchtschacht bij de grensmuren
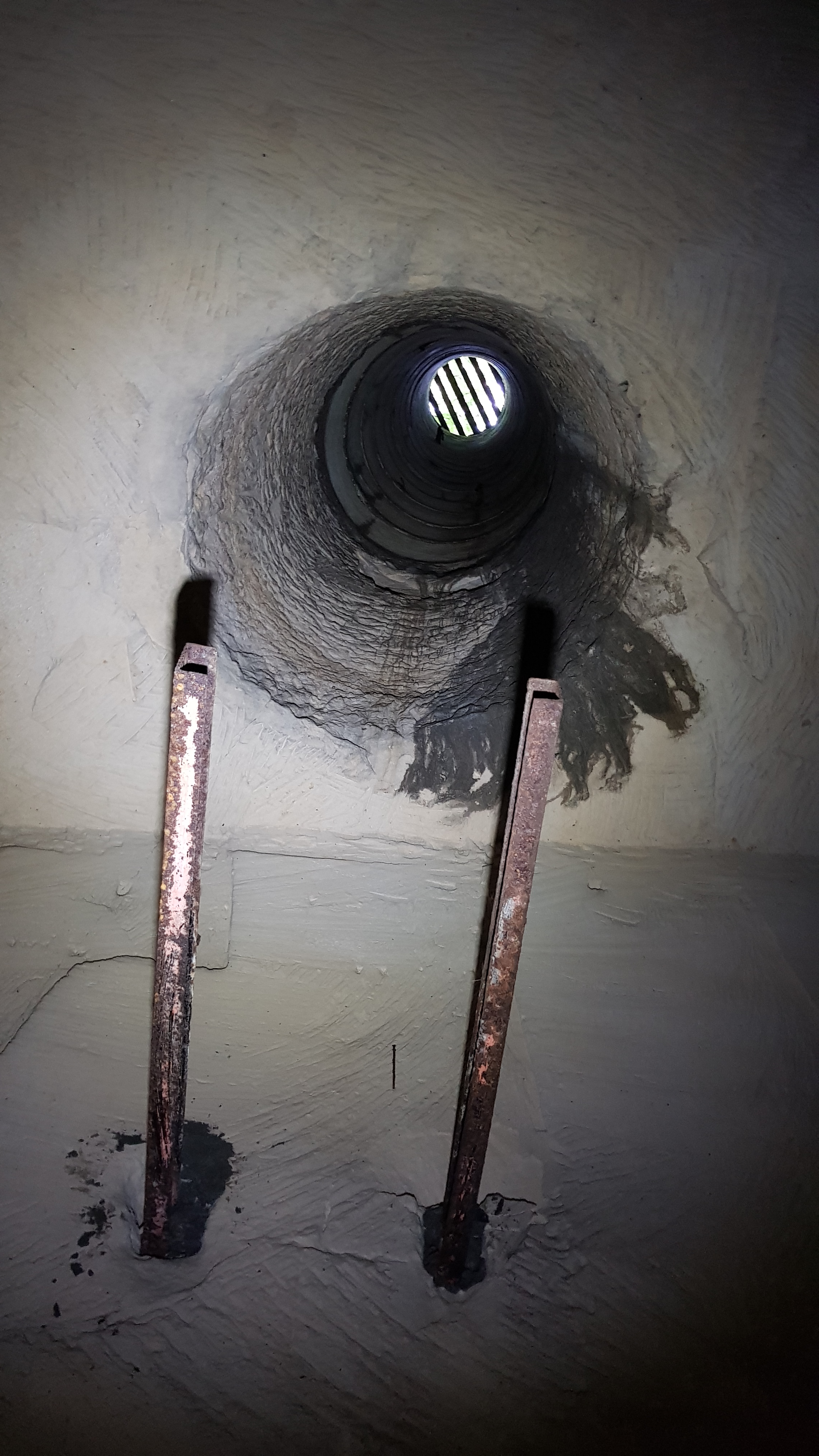
Luchtschacht van onder gezien